# Víctor Martínez Jiménez
Víctor Martínez Jiménez (Segovia, 6 de marzo de 1839 – La Habana,  13 de noviembre de 1895) fue un farmacéutico militar español.
Licenciado en Farmacia por la Universidad Central de Madrid en 1862. Ingresó en el Cuerpo de Farmacéuticos Militares un año más tarde. Su condición de farmacéutico militar le llevó a desempeñar funciones públicas no solo en la España peninsular, sino también en el Norte de África español. En 1895 fue a la isla de Cuba, donde falleció un mes después de su llegada.

## Biografía
Hijo de Josefa Giménez López y Julián Martínez González, nació en Segovia el 6 de marzo de 1839. Estuvo casado con Teresa Simancas García, con la que tuvo cuatro hijos: Josefa, Teresa, Víctor Martínez Simancas y Julián Martínez-Simancas Ximénez este último unió sus dos apellidos y adoptó como segundo el de Ximénez, originario de su abuela paterna.
Inició los estudios de farmacia en la Universidad Central de Madrid, licenciándose en 1862.
Un año después, en 1863, aprobó las oposiciones para el ingreso en el Cuerpo de Farmacéuticos Militares.
Su primer destino, en 1864, fue en el Hospital Militar de Aranjuez, donde ejerció como segundo ayudante farmacéutico hasta 1866.
Desde 1866 hasta 1869 permaneció prestando sus servicios en el Hospital Militar del Peñón de Vélez de la Gomera,  en el Norte de África. Posteriormente fue trasladado al de Mahón, del que muy pronto pasó al de Segovia.
En 1870 su nuevo destino fue el Hospital Militar de Melilla, en el que tres años más tarde fue ascendido a farmacéutico primero por antigüedad.
Volvió en 1873 a la Península para establecerse en Granada, donde alternará su actividad en el Hospital Militar de esta ciudad con la plaza de farmacéutico en comisión en el Hospital Militar provisional establecido en Medina de Pomar (Burgos), próximo a los campos de batalla de la tercera guerra carlista. En julio de 1876 obtuvo el grado de farmacéutico mayor en recompensa a su intervención en operaciones en el Norte formando parte del Ejército de la Izquierda.
Su carrera profesional continuó en ascenso: farmacéutico mayor en 1884 y subinspector farmacéutico de segunda clase en 1887, tras lo cual  fue trasladado a Madrid para ejercer como jefe del Detall en el Laboratorio Central de Medicamentos, del que en 1891 llegará a ser director, una vez hubo alcanzado el empleo de subinspector farmacéutico de 1.ª clase.
En el mes de agosto de 1895 fue designado -por sorteo- para incorporarse al Ejército de la Isla de Cuba, en el momento en que tenían lugar los primeros enfrentamientos con los movimientos independentistas. Llegado a La Habana el 17 de octubre, fue nombrado director del Laboratorio y Depósito de Medicamentos de la ciudad.
La elevada temperatura, humedad e insalubridad del territorio, hacían más fácil la aparición de la fiebre amarilla entre los soldados, provocando numerosas bajas. Cuando la razón de su destino había sido la de combatir esta enfermedad y mejorar la situación sanitaria de la tropa, unos días más tarde de su llegada, el 8 de noviembre, contrajo dicha enfermedad, de la que falleció el 13 de noviembre, con tan solo 56 años, en el Hospital Militar de La Habana, siendo su cuerpo incinerado, en aplicación de las normas sanitarias que el mismo había aconsejado establecer.
De reconocida y valorada trayectoria profesional, fue en varias ocasiones vocal de los tribunales de oposición para el acceso al Cuerpo de Farmacéuticos Militares, presidente de la Comisión para la revisión y modificación del programa de dichas oposiciones y vocal de la Comisión para la revisión y firma de las tarifas de los medicamentos.
Su vida militar y su destacada personalidad le llevaron a formar parte del cuadro de honor de la Farmacia Militar española y a que su Hoja de Servicios fuese objeto de estudio en tesis doctorales contemporáneas.

## Medallas, menciones y condecoraciones
- Caballero de la Orden de Isabel la Católica (1872), por los servicios prestados en la plaza de Melilla durante el ataque de los rifeños en los últimos meses de 1870.
- Benemérito de la Patria (1876), por su participación en la tercera guerra carlista.
- Cruz  Blanca de 1.ª Clase del Mérito MIlitar (1878), por el regio enlace del Rey Alfonso XII y María de las Mercedes de Orleans.
- Figura en el Cuadro de Honor de los Caídos por la Patria en el Museo de la Farmacia Militar.